# Antinoüs du Capitole
Pour les articles homonymes, voir Antinoüs (homonymie).
L'Antinoüs du Capitole ou statue d'Hermès-Antinoüs Albani, est une statue de marbre représentant un jeune homme nu, retrouvée à la villa d'Hadrien, à Tivoli, à la suite des fouilles entreprises par le comte Giuseppe Fede à partir de 1724. Elle est conservée aux musées du Capitole à Rome.

## Histoire

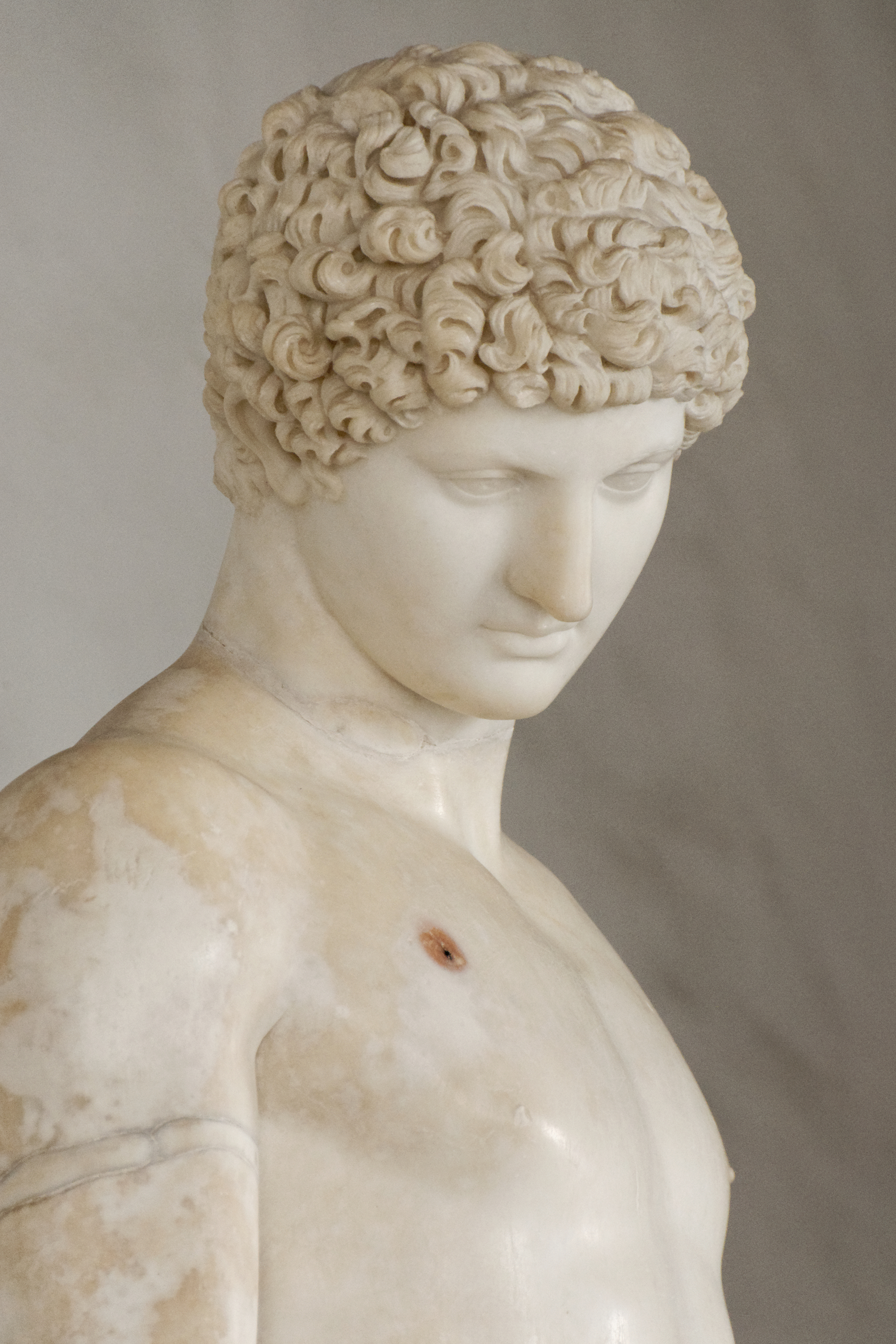
Détail.

La provenance de la villa d'Hadrien pourrait indiquer que l'empereur lui-même, en commissionnaire raffiné, a fait réaliser cette œuvre par des maîtres sculpteurs actifs à Rome.
Le Comte Giuseppe Fede a entrepris des fouilles qui permirent de découvrir la sculpture dans la villa où, dès 1724, il avait acheté des parcelles de terrain dans la vaste villa qui avait été divisée entre une multitude de propriétaires.  
La sculpture a été achetée avant 1733 par le cardinal Alessandro Albani, grand collectionneur d'antiquités. Le sculpteur Agostino Cornacchini l'a jugée inestimable et digne d'être classée parmi les meilleures antiquités lorsqu'il l'a inventoriée dans la collection du cardinal. Pour ses contemporains, l'œuvre semblait même constituer la véritable attraction de la collection. La statue a ensuite été achetée par Clément XII en 1733 et a fait partie du noyau des collections des musées du Capitole, où elle se trouve toujours dans le salle du Gladiateur du palais Neuf. La jambe gauche et le bras gauche, restaurés, avec ce geste imprévu de la main gauche, ont été réalisées par le sculpteur Pietro Bracci. 
Au XVIIIe siècle, l'œuvre était considérée comme l'une des plus belles copies romaines au monde d'une statue grecque. On a ensuite pensé que le sujet représentait l'amant d'Hadrien, Antinoüs, en raison de son visage et de son aspect physique. L'œuvre a fait partie du butin artistique ramené à Paris selon les termes du traité de Tolentino (1797) et est restée à Paris de 1800 à 1815, puis est revenue à Rome après la chute de Napoléon Ier.

## Description
L'insertion de la tête, inclinée vers le bas, et légèrement tournée vers la droite, accompagnant le rythme du corps, a été réalisée avec une précision extrême, comme l'a mis en évidence la restauration récente de cette pièce.

## Attribution
En partie à cause de ses cheveux, peu ressemblants par rapport aux autres modèles attestés représentant Antinoüs, la statue est maintenant considérée comme une copie romaine d'époque impériale d'une statue grecque du IVe siècle av. J.-C. représentant Hermès. Un tel changement d’identification était déjà en cours avant même 1900 quand Augustus Hare (en) faisait observer dans ses Walks in Rome :

« Il me semble que l’identité [de la statue] n’a été sérieusement remise en cause qu’une seule fois et pourtant on a le droit de la considérer comme plus que douteuse. La tête n’est presque certainement pas [celle d’Antinoüs]. Pour quelle raison l’a-t-on placée sur un corps qui ressemble tellement à l’Antinoüs typique, je ne le sais pas... Une comparaison détaillée entre le torse et les bras poserait la question de savoir si cette superbe statue ne serait pas un Hermès ou un héros d’un âge plus ancien [qu’Antinoüs]. »

— Walks in Rome, p. 89.
La torsion du cou et l'inclinaison de la tête, le regard tourné vers le bas ont cependant des traits communs avec l'iconographie d'Antinoüs. S'il est impossible de classer avec certitude cette sculpture comme un portrait du jeune homme divinisé après sa fin tragique, on peut cependant penser que la représentation du dieu s'est inspirée des traits de celui-ci. L'absence d'attributs d'identification, la position modifiée des bras et la présence simultanée de thèmes et d'éléments typiques du syncrétisme culturel de l'époque d'Hadrien rendent incertaine l'identification de l'artiste, là où les chercheurs reconnaissent tantôt Praxitèle, tantôt Euphranor, ou encore Polyclète. Une étude récente a relevé des affinités de la sculpture avec un petit bronze figurant Hermès, conservé au Petit Palais de Paris, copie romaine d'un original de Polyclète.